# Grupo PRISA
Grupo PRISA (Promotora de Informaciones, Sociedad Anónima) é o maior conglomerado de mídia espanhol, actua na área de comunicação, educação, cultura e entretenimento. É dirigido por Juan Luis Cebrián e está presente em 22 países da Europa e da América, foi fundado em Fevereiro de 1972 pelo empresário espanhol Jesús de Polanco.
Em Portugal deteve o grupo Media Capital.

## Empresas do grupo

### Jornais
- El País
- Diario AS
- Cinco Días

### Editora de revistas
- PRISA noticias
  - Cinemanía
  - Gentleman
  - Car
  - Claves
  - Revista 40
  - Rolling Stone (somente na Espanha)

### Rádio
- PRISA Radio
  - Cadena SER (rádio de notícias)
  - LOS40 (rádio de músicas)
  - LOS40 Classic (rádio de músicas)
  - LOS40 Dance (rádio de músicas)
  - LOS40 Urban (rádio de músicas)
  - Cadena Dial (rádio de músicas)
  - Radio Olé (rádio de músicas)
  - Grupo Latino de Radio (rádio de músicas)
  - Caracol Radio (rádio de notícias) (Colômbia)
  - Radio Continental (rádio de músicas) (Argentina)
  - ADN Radio (rádio de notícias) (Chile)
  - W Radio ''(rádio de músicas) (Mexico, em parceria com a Televisa)
  - XETRA-AM e WSUA  (rádio de músicas) (Estados Unidos)

### Televisão
- PRISA TV (operadora de tv paga)
  - V-me

### Editorial
- Santillana
  - Faguara
  - Taurus
  - Moderna (Brasil)